# Sholem Asch
Sholem Asch (Kutno, Polonia, 1 de noviembre de 1880-Londres, Inglaterra, 10 de julio de 1957) fue un novelista y dramaturgo de origen judío nacido en Polonia.
Gran parte de sus escritos tienen que ver con la experiencia de los judíos en los poblados de la Europa Oriental o como inmigrantes en los Estados Unidos. Entre sus trabajos se encuentran la obra teatral Got fun Nekomeh de 1907 y las novelas Motke Ganev de 1916, Onkl Mozes de 1918 y Khaym Lederers Tsurikkumen de 1927.
En posteriores obras un tanto más polémicas, exploró el legado común del Judaísmo y el Cristianismo. Tuvo una sobresaliente carrera por su productividad y efectos, siendo uno de los escritores más conocidos de la literatura yídica moderna.